# Cinclodes olrogi
Cinclodes olrogi là một loài chim trong họ Furnariidae.